# Neuwiedia siamensis
Neuwiedia siamensis é uma espécie de orquídea terrestre, família Orchidaceae, que habita a Tailândia.